# Banu Khalid
Els Banu Khàlid (àrab: بنو خالد, Banū Ḫālid) foren una tribu beduïna de l'Aràbia oriental i nissaga que va dominar la regió d'al-Hasa (i l'oasi d'al-Ahsa) amb capital a al-Mubarraz, a 2 km al nord d'al-Hufuf.
El 1581 el xerif de la Meca va intentar apoderar-se d'al-Ahsa per mar i per primer cop apareixen els Banu Khàlid que van rebutjar als atacants. Però no van poder impedir la presa del poder pels otomans el 1638 ajudats per la tribu beduïna dels Muntafik del sud d'Iraq. El 1670 el xeic Barrak ibn Urayir, de la família Urayir del clan Al Hamid, una de les principals famílies dels Banu Khàlid, va matar el xeic dels Muntafik, protegit dels otomans i un altre cap dels Banu Khàlid, Rashid ibn Maghamis, del clan Al Shahib, es va apoderar d'al-Hufuf i va expulsar a la guarnició turca dirigida pel governador otomà Umar Pasha. Barrak va establir la seva residència d'estiu a una fortalesa o kut (paraula hindi) que va agafar el diminutiu de kuwayt i va donar nom a una ciutat; la residència de hovern gou al-Hufuf. El 1680 va saquejar al-Diriyya. Va morir poc després (vers 1682) i el va succeir el seu germà Muhammad I que durant el seu govern (1682-1691) va fer diverses incursions a la Yamama i a Khardj i Sudayr al Nedjd. El 1684 el xerif d'al-Diriyya, Idris ibn Watban, va morir a mans de Sultan ibn Hamid al-Kaysi, probablement un membre dels Banu Khàlid, que es va proclamar emir d'al-Diriyya i va restar al poder fins al seu assassinat el 1708 quan el va succeir el seu germà Abd Allah ibn Hamid però fou també assassinat i el poder dels Banu Khàlid a aquest territori es va acabar.
A la mort de Muhammad el 1691 el va succeir Sadun ibn Muhammad ibn Husayn ibn Uthman, que havia participat amb Barrak a l'expulsió dels otomans sota el qual el seu domini anava de Kuwayt a Qatar. El 1721 quan encara apareix atacant Akraba i Ammariyya, i quan va morir el 1723, va donar origen a una guerra civil de la que van sortir triomfants els seus cosins Ali ibn Muhammad i després el seu germà Sulayman ibn Muhammad (1736) sota el qual es van produir els primers enfrontaments amb els wahhabites.
Sulayman va aconseguir d'Uthman ibn Ahmad, xeic dels Al Muammar, l'expulsió de Muhammad ibn Abd al-Wahhab d'al-Uyayna; aquest darrer es va refugiar a al-Diriyya (1744) i va fer aliança amb Muhammad ibn Saud per establir la verdadera interpretació de l'islam arreu dels territoris àrabs. Aquesta aliança d'un prestigiós cap religiós i un de militar va ser afortunada. Quan Sulayman fou enderrocat a al-Ahsa el 1752, es va refugiar a al-Khardj on va morir poc mesos després. Hamada fou enderrocat per Urayir ibn Dudjayn ibn Sadun que tenia el suport dels saudites i va governar fins al 1774; el seu successor Butaiyin fou enderrocat per Dudjayn; Sadun II va rebre suport saudita i va governar del 1774 al 1789 però fou derrotat a Djadaa pels rebels que tenien el suport del xeic Thuwayni dels Muntafik, i expulsat va fugir a al-Diriyya on va morir l'any següent.
Duwayhis i Muhammad que havien dirigit la revolta contra Sadun van esdevenir junt amb el seu oncle Abd al-Muhsin com a caps dels banu Khàlid a al-Ahsa; el 1789 va ser proclamat xeic suprem Zayd ibn Urayir i el va seguir Barrak II (1793). El 1794 el saudita Abd al-Aziz es va sentir prou fort per envair al-Hasa, però no ho va aconseguir fins al 1795 quan Barrak fou finalment derrotat.
Llavors la dinastia Banu Khàlid fou suplantada pels wahhabites que van nomenar wali o governador a Nadjim, d'una família obscura que no era dels Banu Khàlid. L'expansió saudita wahhabita (1808) va alarmar als otomans que van enviar als egipcis que sota Ibrahim Pasha va arrasar al-Diriryya (1818-1819) i va permetre als Banu Khàlid recuperar el poder per uns mesos (1818-1819) amb Madjid i Muhammad III que van dominar respectivament al-Hufuf i Katif, però el general egipci Muhammad Kashif, lloctinent d'Ibrahim Pasha, va ocupar tota la regió: no obstant després van poder governar com a vassalls otomans fins al 1830. Muhammad III va morir en aquests anys i Madjid va morir el 1830 en lluita contra els saudites a Akla.
Així els saudites wahhabites van recuperar el domini d'al-Hasa i el van conservar fins al 1871/1872 quan a causa de un conflicte intern dels saudites els otomans van poder establir la seva sobirania amb el suport dels Banu Khàlid i van designar un mutasarrif d'aquesta dinastia en la persona de Bazi ibn Urayir, retirant les tropes. Bazi fou assetjat pels saudites a al-Hufud, i les tropes otomanes van haver de retornar i establir el domini directe. Els Banu Khàlid de fet van mantenir l'agitació a la zona.
El 1912 els saudites van tornar a dominar la regió. La política saudita fou d'acostament als Banu Khàlid mitjançant matrimonis i prebendes; els Banu Khàlid van restar hostils almenys fins al 1914, però després van quedar integrats a la família reial saudita i avui dia encara molts prínceps saudites tenen sang d'aquesta tribu. La mare del rei Saud era membre dels Banu Khàlid.

## Llista d'emirs d'al-Hasa
- Barrak (I) ibn Ghurayr ibn Massud Al Hamid 1670 - 1682
- Muhàmmad (I) ibn Ghurayr 1682-1691
- Sadun (I) ibn Muhàmmad 1691- 1723
- Alí ibn Muhàmmad 1723-1736
- Sulayman ibn Muhàmmad 1723-1726 (rebel) i 1736-1752
- Hamada 1752
- Uràyir ibn Dujayn ibn Sadun 1752-1774
- Butayn ibn Uràyir 1774
- Dujayn ibn Uràyir 1774
- Sadun (II) ibn Uràyir 1774-1789
- Muhàmmad (II) 1774-1789
- Abd-al-Muhsin ibn Abd-Al·lah (part nord) 1787-1791 (regent 1787-1789)
- Zayd (part sud) 1789-1793 (i tot) 1793-1794
- Barrak (II) ibn Abd-al-Muhsin as-Sardah (part nord) 1791-1795
- Wahhabites 1794/1795 a 1818
- Màjid i Muhàmmad (III) 1818-1819
- Ocupació egípcia 1819- vers 1825
- Màjid i Muhàmmad (III) (segona vegada) vers 1825-1830
- Wahhabites 1830-1839
- Egipcis 1839-1840
- Wahhabites 1840-1871
- Ocupació otomana 1871-1872
- Bazi ibn Uràyir 1872-1874
- Mutasàrrifs otomans 18??-1912

## Emirs d'ad-Diriyya
- Sultan ibn Hamid al-Qaysí 1684-1708
- Abd-Al·lah ibn Hamid 1708-?